# 1991: The Year Punk Broke
1991: The Year Punk Broke is een documentaire uit 1992 van Dave Markey met optredens van onder andere Nirvana, Sonic Youth, Babes in Toyland, Ramones en Dinosaur Jr.. De documentaire bestrijkt de periode vlak voor de grote doorbraak van Nirvana. De optredens zijn gefilmd in Europa tijdens een aantal zomerfestivals, waaronder op het Roskilde Festival en op Pukkelpop.

## Nummers

### Sonic Youth
- Schizophrenia
- Brother James
- Teen Age Riot
- Dirty Boots
- I Love Her All the Time
- Mote
- Kool Thing
- Expressway to Yr Skull

### Nirvana
- Negative Creep
- School
- Endless, Nameless
- Smells Like Teen Spirit
- Polly

### Dinosaur Jr.
- Freak Scene
- The Wagon

### Babes in Toyland
- Dust Cake Boy

### Gumball
- Pre

### The Ramones
- Commando